# الفساد في روسيا
الفساد في روسيا يعتبر مشكلة كبيرة، تؤثر على جميع نواحي الإدارة، وتطبيق القانون، والرعاية الصحية، والتعليم. ترتكز ظاهرة الفساد بقوة في النموذج التاريخي للحكم الشعبي في روسيا وتنسب للضعف العام في سلطة القانون في روسيا. بحسب مؤشر مفاهيم الفساد من قبل منظمة الشفافية الدولية، كان متوسط ترتيب الشفافية في روسيا منذ عام 1996 وحتى 2018 هو 111.35 – أو البلد رقم 111 الأقل فسادًا من بين 175 بلدًا في العالم. أكثر الترتيبات فسادًا لروسيا كان عام 2010 بالمرتبة 154 وأقلها كان 47 في العام 1996. صُنفت روسيا في المرتبة 135 عام 2017.

## انتشار الفساد في روسيا
بحسب ريتشارد بالمر، رئيس محطة وكالة الاستخبارات المركزية في سفارة الولايات المتحدة في موسكو في بدايات تسعينيات القرن العشرين، تزامن انحلال الاتحاد السوفيتي وظهور روسيا مع التبديد غير القانوني لما يعادل مليارات الدولارات من خزينة الدولة السوفييتية إلى حسابات شخصية في أوروبا والولايات المتحدة. تم فعل هذا من قبل النخبة من «كل زاوية» من النظام السوفييتي باستخدام المعرفة بالأعمال المصرفية الغربية من قبل مخابرات الاتحاد السوفييتي خلال الحرب الباردة. وصفها بالمر كما أن يكون في الولايات المتحدة، «غالبية الأعضاء في الكونغرس وكذلك من قبل وزارتي العدل والخزانة وعملاء مكتب التحقيقات الفيدرالي ووكالة الاستخبارات المركزية ووكالة المخابرات الدفاعية ودائرة الإيرادات الداخلية وخدمة المشير وحرس الحدود؛ ضباط الشرطة المحلية وشرطة الدولة؛ بنك الاحتياطي الفيدرالي؛ قضاة المحكمة العليا» كلهم منخرطون في «فسادٍ كبير».
في عام 2004، وفي بداية الفترة الرئاسية الثانية لفّلاديمير بوتين، انتقلت روسيا من المرتبة 90 إلى المرتبة 126 في مؤشر مفاهيم الفساد؛ تراجعٌ لـ36 مرتبة. ازداد الحجم المتوسط للرشوة في نفس الفترة. بحسب قسم وزارة الداخلية الروسية لمكافحة الجرائم الاقتصادية، كان مقادر الرشوة حوالي 9,000 روبل عام 2008؛ 23,000 عام 2009؛ 61,000 عام 2010؛ و236,000 روبل عام 2011، مما جعل متوسط الرشوة عام 2011 أكبر بـ 26 ضعفًا مقارنةً مع عام 2008، وهو أضعاف معدل التضخم لنفس الفترة.
بحسب سيرجي إيفانوف، رئيس أركان قصر الكرملين، أكثر المناطق فسادًا في روسيا (من ناحية الفساد البيتي) هي الرعاية الصحية، التعليم، الإسكان والخدمات المجتمعية. بالمقارنة، أطلق خبراءٌ مستقلون من مجلة آر بي سي على وكالات تطبيق القانون (من ضمنها مفتشية السلامة المرورية الحكومية) اسم أكثر المجالات فسادًا في روسيا، والتي تتبع من قبل الرعاية الصحية، التعليم، الإسكان والخدمات المجتمعية، وخدمات الضمان الاجتماعي. على مستوى الحكومة، مع ذلك، المناطق الخمسة في مقدمة الفساد هي التالية: العقود والمشتريات الحكومية؛ إصدار التصاريح والشهادات؛ وكالات تطبيق القانون؛ توزيع الأراضي وعلاقات الأراضي؛ البناء.
تتنوع تقديرات تكاليف الفساد في روسيا. بحسب الإحصائيات الحكومية الرسمية من روستات، شغل «اقتصاد الظل» 15% فقط من الناتج المحلي الإجمالي عام 2011، وتضمن هذا الرواتب غير المُبلغ عنها (لتجنب الضرائب والمدفوعات الاجتماعية) وأنواع التملص من الضرائب الأخرى. بحسب تخمينات روستات، كان مقدار الفساد عام 2011 هو 3.5 إلى 7% فقط من الناتج المحلي الإجمالي. بالمقارنة، يرى بعض الخبراء المستقلين أن الفساد يستهلك ما يصل إلى 25% من الناتج المحلي الإجمالي لروسيا. وهذا أيضًا تحول مثير للاهتمام في التركيز الرئيسي للرشوة: حيث كان الضباط سابقًا يأخذون الرشاوي ليغلقوا أعينهم عن المخالفات القانونية، أما الآن فهم يأخذونها ببساطة لإداء واجباتهم. يقر العديد من الخبراء بأن الفساد في السنوات الأخيرة أصبح عملًا. في تسعينيات القرن العشرين، كان على رجال الأعمال الدفع لمجموعات إجرامية مختلفة لتوفير «كريشا» (حرفيًا، سقف، بمعنى حماية). في أيامنا هذه، وظيفة «الحماية» هذه تؤدى من قبل السلطات الرسمية. تميز التسلسلات الهرمية الفاسدة قطاعات الاقتصاد المختلفة، ومن ضمنها التعليم.
في النهاية، يعتقد بعض الخبراء بأن الزيادات السريعة في تعريفات الإسكان، الماء، الغاز والكهرباء، والتي تزيد بشكل ملحوظ عن نسبة التضخم، هي نتيجة مباشرة للأحجام الكبيرة من الفساد في أعلى المستويات. تغير التعامل مع الفساد في السنوات الأخيرة: ابتداءً من فترة بوتين الرئاسية الثانية، أُثير عدد قليل جدًا من قضايا الفساد. يلفت نظام بوتين النظر إلى أنه واسع انتشاره ودمجه المفتوح للخدمات المدنية والأعمال، وكذلك استعماله للأقارب، الأصدقاء، والمعارف للانتفاع من مصروفات الميزانية والسيطرة على ملكية الدولة. الشركات والممتلكات ومداهمة الأراضي أمر مألوف.
يناقش بعض المؤرخين بأن تأسيس نظام استبدادي في روسيا والمجتمع الهرمي على أساس اقتصاد شركات الدولة، حيث أن انتشار الممارسات الفاسدة هو أحد الآليات التي لا غنى عنها للحفاظ على نظام السلطة ككل، ويمثل عقبة أساسية في طريق تطبيق السياسية السياسة الجنائية الفعالة في محاربة الفساد.

## جهود مكافحة الفساد
بدأت حملة مكافحة الفساد في روسيا الحديثة في 4 إبريل، 1992، عندما أصدر الرئيس بوريس يلتسين مرسومًا بعنوان «الحرب على الفساد في الخدمات العامة». منعت هذه الوثيقة المسؤولين من الانخراط في نشاطات تجارية. علاوة على ذلك، طُلب من موظفي الدولة توفير معلومات حول دخلهم، ملكيتهم الخاصة والعقارات التي يمتلكونها، الودائع المصرفية والأوراق المالية، وكذلك الالتزامات المالية. تطبيق هذا المرسوم، الذي شكل أساس قوانين مكافحة الفساد والخدمة المدنية، فُعِّل في إدارة الرقابة الرئاسية. أقرت روسيا الحزمة الأولى من قوانين مكافحة الفساد في عام 2008 ردًا على تصديقها على اتفاقية مكافحة الفساد للأمم المتحدة و«اتفاقية القانون الجنائي بشأن الفساد» مجلس أوروبا. وُقِّع المرسوم حول «تدابير مكافحة الفساد» من قبل الرئيس السابق ورئيس الوزراء الحالي ميدفيديف في مايو من تلك السنة. منذ ذلك الحين، طُبقت تغييرات عديدة على تشريعات مكافحة الفساد في روسيا بغاية محاربة الرشوة وتحسين مناخ الأعمال فيها. حملة روسيا لمكافحة الفساد هي جهد قائم من قبل الحكومة الروسية لتطويق الفساد، والذي أعتُرف به باعتباره من أخطر مشاكل روسيا. تتضمن الوثائق المركزية في الحملة خطة مكافحة الفساد الوطنية، المقدمة من قبل ميدفيديف عام 2009، واستراتيجية مكافحة الفساد الوطنية، المقدمة عام 2010. العضو المركزي في الحملة هو مجلس مكافحة الفساد، المتأسس عام 2008. جعل ميدفيديف من محاربة الفساد أحد أهم ما في جدول أعماله لفترته الرئاسية. في الاجتماع الأول للمجلس في 30 سبتمبر 2008، قال ميدفيديف: «سوف أعيد شيئًا بسيطًا ولكنه مؤلم جدًا. لقد أصبح الفساد متفشيًا في بلدنا. أصبح شائعًا ويميز حياة المجتمع الروسي.»
تبنت الحكومة عام 2012 قانونًا جديدًا يطالب العمال والموظفين العامين التابعين لمنظمات الدولة بالكشف عن مصادر التمويل الخاصة بامتلاك الممتلكات لهم ولعائلاتهم، من ضمنها العقارات، الأوراق المالية والأسهم والمركبات. عرَّف التشريع أيضًا لأول مرة تضارب المصالح في ارتباطه مع المسؤولين العامين ووُسعت مكافحة الفساد لتشمل الجيش. أجري التعديل الأخير على قانون مكافحة الفساد الفيدرالي رقم 273 في ديسمبر 2012 وطُبق في 1 يناير، 2013. بواسطة تحديث الفقرة 13.3 من قانون مكافحة الفساد اتخذت روسيا خطوات ملحوظة باتجاه تقوية أطار العمل لتشريع مكافحة الفساد الخاص بالقانون، ومواءمتها مع أفضل الممارسات المعترف بها على المستوى الدولي، مثل قانون الرشوة في المملكة المتحدة وقانون الممارسات الفاسدة في الولايات المتحدة. تطلب هذه المادة 13.3 من قانون مكافحة الفساد من المنظمات إنشاء وتطبيق تدابير مكافحة الفساد مثل (1) تعيين قسم خاص أو شخص ليكون مسؤولًا عن منع الفساد أو الجرائم المتعلقة به؛ (2) التعاون مع سلطات فرض القانون؛ (3) إنشاء وتطبيق معايير وإجراءات للممارسات الأخلاقية للأعمال؛ (4) تأسيس قواعد السلوك الأخلاقية للأشخاص؛ (5) منع وحل نزاعات المصالح؛ و (6) منع الاحتفاظ بتقارير مزيفة أو غير رسمية واستعمال وثائق مزورة. انضمت روسيا أيضًا إلى اتفاقية مكافحة الرشوة عام 2012 وكان لديها رئاسة مجموعة العشرين عام 2013، حيث كانت محاربة الفساد واحدةً من المشاكل الثلاث الرئيسية في جدول الأعمال. يجب على الشركات بالتالي ضمان التزامهم بالتعديل الجديد لقانون مكافحة الفساد.